# Borzná
Borzná (en ucraniano: Борзна) es una ciudad ucraniana perteneciente al óblast de Chernígov. Situada en el norte del país, forma parte del raión de Nizhyn y es centro del municipio (hromada) homónimo.

## Geografía
Borzná se ubica a orillas del río Desná, unos 50 km al noreste de Nizhyn y a 100 km de Chernígov.

## Historia
Se conoce la existencia de la localidad desde el siglo XVI, cuando era un pueblo de la región de Severia del principado de Moscú. En la paz de Deúlino de 1618 pasó a formar parte de la República de las Dos Naciones. Fue ocupado por los rusos en 1633 durante la guerra de Smolensk, pero en 1634 fue devuelta al territorio polaco-lituano en el tratado de Poliánovka. En ese momento pasó a considerarse una ciudad y recibió derechos de Magdeburgo. Aunque en la rebelión de Jmelnitski se intentó establecer aquí la sede de un regimiento cosaco, desde 1650 pasó a ser la sede de una sotnia del regimiento de Nizhyn. El Imperio ruso estableció aquí la sede de un uyezd, que quedó integrado en 1802 en la gobernación de Chernígov.
En el siglo XIX se desarrolló notablemente por hallarse junto a la carretera de Kiev a Moscú, llegando a superar los doce mil habitantes al finalizar el siglo. En la primera mitad del siglo XX sufrió un proceso de declive por los diversos conflictos ocurridos en la época, por lo que la RSS de Ucrania rebajó su estatus a asentamiento de tipo urbano cuando en 1923 estableció aquí la capital del raión de Borzná. 
La ciudad tenía una comunidad judía que sufrió violentos pogromos en agosto de 1880 y septiembre de 1919. En 1926, los judíos constituían el 6,4% de la población de Borzna, una cifra que cayó al 3,1% en 1939. Durante la Segunda Guerra Mundial, la ciudad fue ocupada por el ejército alemán del 11 de septiembre de 1941 al 8 de septiembre de 1943. El 18 de enero de 1942, 126 judíos de Borzna fueron asesinados en el cercano pueblo de Chapovalivka y otros fueron deportados a Alemania.
Posteriormente hubo una recuperación económica y en 1966 adoptó el estatus de ciudad de importancia distrital.
Hasta el 18 de julio de 2020, Borzná fue centro del raión de Borzná. El raión se abolió en julio de 2020 como parte de la reforma administrativa de Ucrania, que redujo el número de raiones del óblast de Chernígov a cinco. El área del raión se integró en el raión de Nizhyn.

## Demografía
La evolución de la población de Borzná entre 1897 y 2022 fue la siguiente:
| 12 526                                                        | 10 738 | 10 896 | 10 500 | 10 131 | 10 188 | 11 532 | 12 506 | 11 707 | 10 535 | 9454 |
| (Fuente: Cities & Towns of Ukraine y UKRAINE: Größere Städte) |        |        |        |        |        |        |        |        |        |      |

Según el censo de 2001, el 97,05% de la población son ucranianos y el 2,18% son rusos. En cuanto al idioma, la lengua materna de la mayoría de los habitantes, el 97,8%, es el ucraniano; del 1,97% es el ruso.

## Administración
Es sede de un municipio que incluye como pedanías 21 pueblos, con una población municipal total de unos dieciséis mil habitantes. El municipio fue creado en 2017 mediante la fusión del ayuntamiento urbano de Borzná (que hasta entonces incluía solamente cuatro pedanías: Zabilívshchyna Druha, Zabilívshchyna, Kýnashivka y Liubomudrivka) con los vecinos consejos rurales de Malá Zahórivka, Mykoláyivka, Olénivka y Prachí, a los que se añadieron en 2020 los de Shapoválivka y Yaduty.

## Infraestructura

### Transporte
Por Borzná pasa la carretera M02 que lleva a Jlújiv.

## Galería

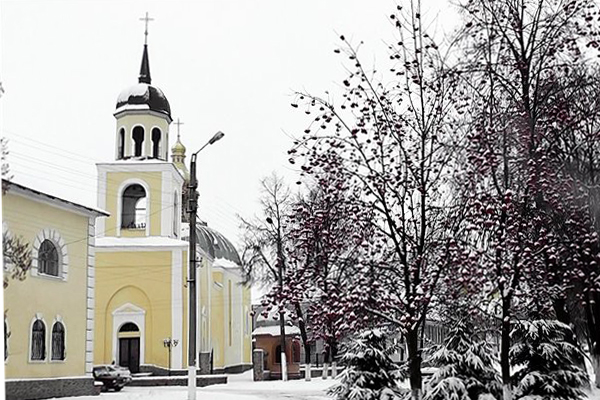
Iglesia de San Nicolás
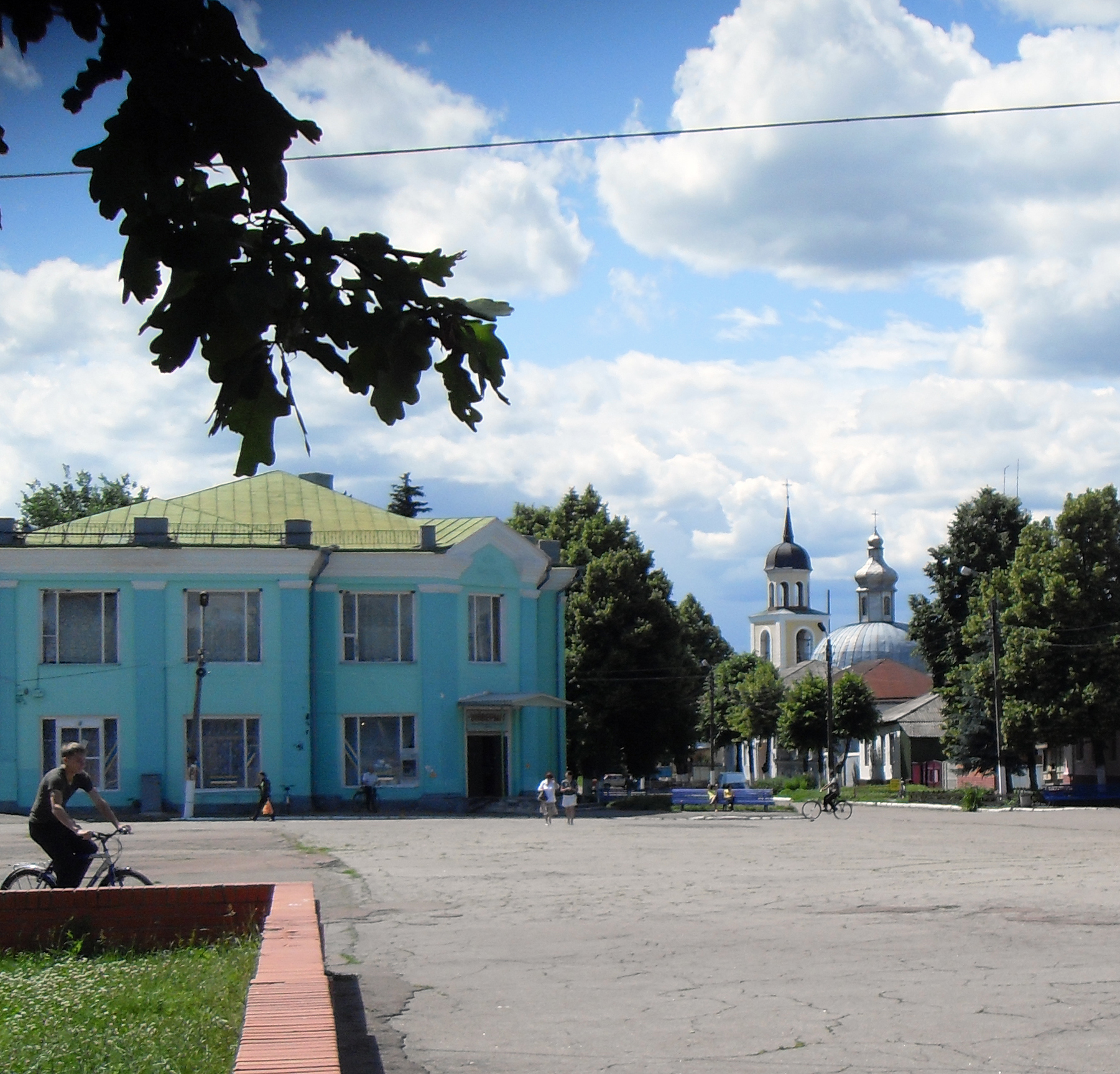
Centro de Borzna
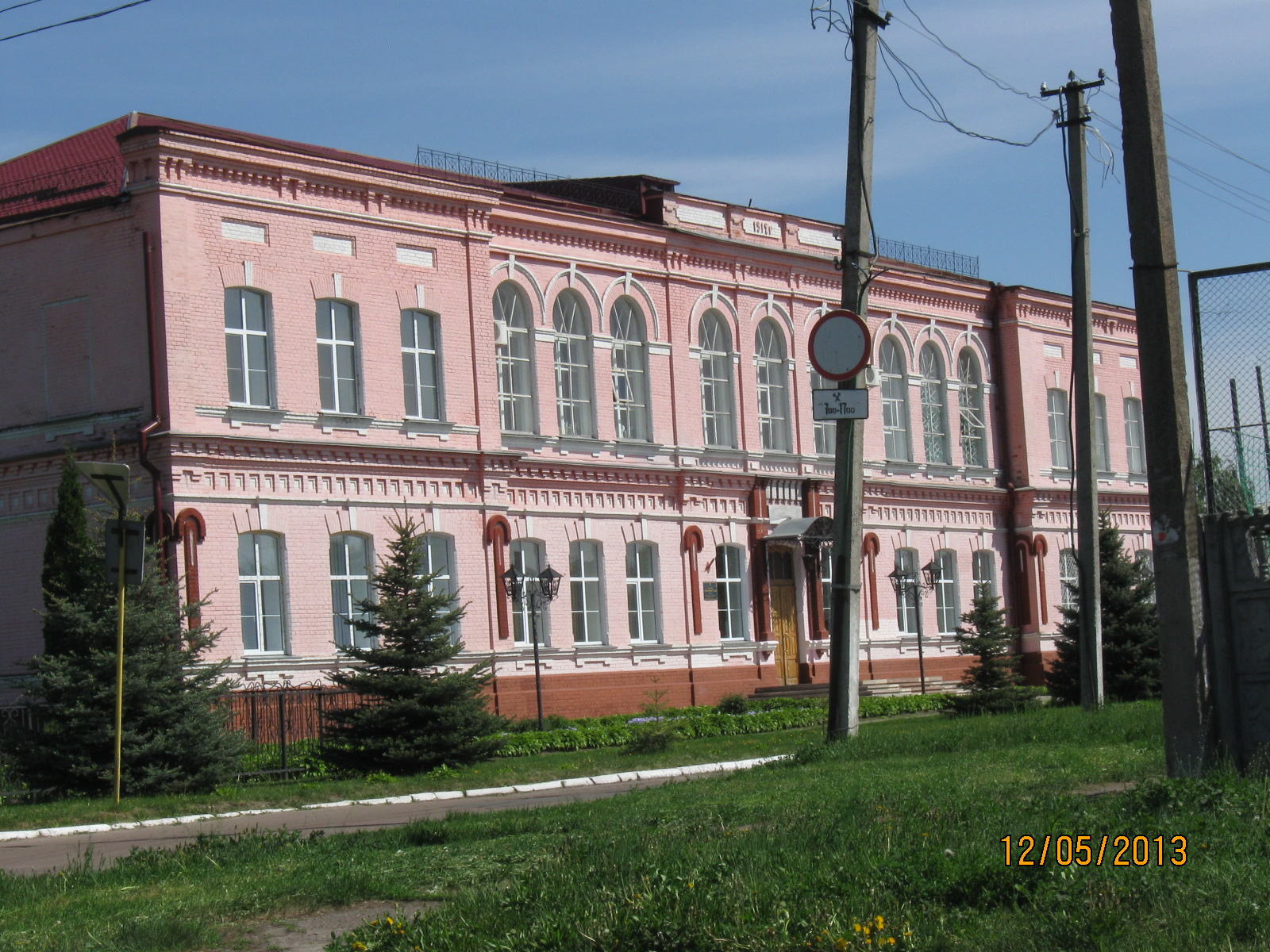
Instituto local